# Luiz Inácio Lula da Silva
Luiz Inácio Lula da Silva ([luˈiz iˈnasju ˈlulɐ dɐ ˈsiwvɐ], kiejtéseⓘ) (Caetés, 1945. október 27. –) brazil politikus, 2003 és 2010 között Brazília elnöke, akit 2022-ben ismét megválasztottak a 2023-ban kezdődő elnöki ciklusra.

## Neve
Lula da Silva születéskori neve Luiz Inácio da Silva (családneve da Silva) volt. A „Lula” kezdetben becenév volt, de idővel hivatalosan is felvette, így lett Lula da Silva a családneve. A politikust széles körben nevezik egyszerűen Lulának.